# Compagnia Nazionale Aeronautica
La Compagnia Nazionale Aeronautica, inizialmente denominata Cooperativa Nazionale Aeronautica e più nota con la sigla CNA, era un'azienda aeronautica e casa motociclistica italiana attiva nella produzione di velivoli, motori aeronautici e motociclette da competizione nella prima parte del XX secolo.

## Storia

### La cooperativa
La fondazione dell'azienda si deve all'iniziativa del conte Giovanni Bonmartini, ricco possidente padovano, e di Luigi Garrone, tenente pilota dell'aereo di Gabriele D'Annunzio. Bonmartini e Garrone, che si erano conosciuti ed avevano stretto amicizia nel 1919 durante l'Impresa di Fiume, raccolsero un gruppo di piloti veterani della prima guerra mondiale, decisi a rimanere nell'ambito aeronautico, e fondarono la Cooperativa Nazionale Aeronautica.
In poche settimane la cooperativa raccolse oltre 400 adesioni di piloti congedati o in via di congedo, che rappresentavano il fior fiore della neonata aviazione militare. Infatti, i soci della CNA erano stati globalmente insigniti di 5 medaglie d'oro, 427 medaglie d'argento e 215 medaglie di bronzo al valor militare. Molti di loro avevano acquistato un velivolo militare dismesso dopo il conflitto, formando così una grande flotta aerea. All'epoca, per numero di velivoli, la CNA era probabilmente la più importante compagnia aerea del mondo.
Alla fine del 1920 la CNA poteva contare su 7 aviocentri sparsi sul territorio italiano, ma l'ancora prematuro utilizzo del servizio aereo in Italia, pose subito la cooperativa in difficoltà finanziarie. Per ovviare al problema, Bonmartini e Garrone decisero di rivolgersi al mercato estero, individuando nel nuovo assetto politico dell'ex Impero russo un possibile interlocutore.
Presa occasione della visita in Italia della delegazione commerciale inviata dalla Repubblica Socialista Federativa Sovietica Russa, Bonmartini e Garrone proposero la costituzione di una compagnia aerea civile transazionale che assicurasse i collegamenti tra Russia e Italia, facendo scalo in alcuni Paesi interposti tra i due Stati. La proposta fu subito accettata e, in seguito, venne stilato un protocollo d'intesa che prevedeva di effettuare il servizio aereo sulla tratta Roma-Zara-Belgrado-Bucarest-Odessa-Mosca ed altresì una prima fornitura all'aviazione russa di due biplani Fiat A.R.F. da consegnare a Mosca con un volo dimostrativo. Il 21 ottobre 1921, decollando da Campoformido, i due biposto Fiat della CNA partirono alla volta della capitale russa e si schiantarono entrambi al suolo subito dopo il decollo, probabilmente a causa di un sabotaggio. Nel disastro trovò la morte l'equipaggio del primo aereo, formato da Luigi Garrone e dal copilota Giovanni Strata.
Le conseguenze del disastro aereo furono letali per la CNA. La RSFSR annullò il contratto di acquisto degli aerei e, inoltre, il piano di volo per il collegamento Roma-Mosca fu bocciato dalle autorità italiane.

### La compagnia
Rimasto solo e, quale presidente, garante del deficit economico, Bonmartini decise di trasformare la cooperativa in Compagnia Nazionale Aeronautica, chiudendo tutti gli aviocentri, salvo quello di Montecelio. Fondò poi una società con il geniale progettista aeronautico Giovanni Pegna, con lo scopo di progettare e produrre aerei militari da addestramento e parti di ricambio per l'aviazione, lasciando alla CNA il compito di addestrare i piloti e rilasciare i brevetti di volo.
I brevetti e l'attività di costruzione aeronautica della Pegna-Bonmartini, rilevati nel 1923 dalla Piaggio, fornirono gli aerei da addestramento "Rondine", sui quali la CNA rilasciò 355 brevetti di volo, dal 1924 al 1928, anche grazie al notevole impulso dato all'aeronautica dal Fascismo, del quale Bonmartini era un esponente della prima ora.

### L'aeroporto del Littorio
Visto il successo dell'iniziativa aeronautica, Bonmartini decise di trasformare l'improvvisata pista di atterraggio in un vero e proprio aeroporto civile che permettesse il transito di aerei pesanti e l'attuazione di manifestazioni sportive e acrobatiche.
Il 21 marzo 1928, in occasione del MMDCLXXXI Natale di Roma - Festa del Lavoro, la nuova struttura denominata Aeroporto del Littorio fu inaugurata alla presenza di Mussolini e delle maggiori autorità civili e militari, davanti a un grande numero di visitatori, accorsi anche per ammirare il "Santa Maria II", l'idrovolante Savoia-Marchetti S.55 che pochi mesi prima aveva completato la doppia trasvolata atlantica di Francesco De Pinedo..
L'attività aziendale procedeva a gonfie vele, quando alcune vicende politiche si frapposero ad ostacolo. Il 12 settembre 1929, infatti, Italo Balbo venne nominato Ministro dell'aeronautica e quale acerrimo avversario di Bonmartini, azzerò immediatamente le commesse militari alla CNA, indirizzando le officine produttive a una inevitabile e rapida chiusura.

### La moto
Allo scopo di trovare una soluzione, almeno temporanea, che evitasse il fermo dell'officina, Bonmartini pensò di ampliare la produzione di motori. Già nel 1926, da mecenate della tecnica e provetto pilota, aveva finanziato le audaci idee due giovani ingegneri, Carlo Gianini e Piero Remor, fondando la GBR (acronimo di Gianini Bonmartini Remor) per la produzione di un avanzarissimo motore quadricilindrico raffreddato ad acqua. Lo sviluppo dei prototipi aveva dato risultati apprezzabili e la messa a disposizione delle officine CNA impresse una forte accelerazione ai progetti.
Tra i motori progettati da Gianini e prodotti dalla CNA, spicca il tipo "C7", pensato per equipaggiare aerei e automobili. Tale propulsore, montato su un velivolo Fiat AS.1, il 10 dicembre del 1932 consentì a Renato Donati la conquista del primato mondiale di altezza per aerei da turismo di 1ª categoria, raggiungendo la quota di 8.334 metri.
Parallelamente, coadiuvata dal giovane tecnico-collaudatore Piero Taruffi, proseguiva il lavoro di evoluzione della modo da corsa che conseguì vari risultati importanti, come il record mondiale di velocità a 244,316 km/h sulla Firenze-Mare e la vittoria nel Gran Premio di Tripoli del 1935.

### L'Autodromo di Roma
Alla fine del 1930, per incrementare l'offerta di manifestazioni sportive dirette a un vasto pubblico, Bonmartini avviò i lavori per la costruzione dell'autodromo, da realizzare con una pista in cemento armato posta perimetralmente al campo di volo.
I lavori vennero affidati all'ing. Piero Puricelli - che già aveva brillantemente realizzato l'Autodromo di Monza e l'Autostrada dei Laghi - e procedettero speditamente per ospitare il Gran Premio Reale Roma di motociclismo che, in effetti, si svolse sul nuovo circuito nella data prestabilita del 31 maggio 1931.
L'Autodromo di Roma, come venne chiamata la struttura, rappresenta il secondo impianto permanente per gare di velocità costruito in Italia, solo preceduto da quello di Monza.

### Il declino
Nonostante le iniziative spettacolari e sportive organizzate, molte di livello internazionale, ottenessero la partecipazione di un folto pubblico, gli introiti si rivelarono insufficienti per sostenere la gestione di un simile impianto.
Avviata alla chiusura, anche per la perdurante assenza di commesse militari, la CNA venne nazionalizzata nel 1935. Le strutture furono date in gestione al RACI di Roma, mentre le attrezzature produttive, i materiali e i vari progetti vennero assorbiti dalla Caproni, compreso il reparto motociclistico della "Rondine 500", poi ceduto alla Gilera per interessamento di Taruffi.
Il 18 luglio 1943 un pesante bombardamento alleato distrusse l'autodromo, l'aeroporto e gli hangar.

## Produzione

### Aerei
- CNA PM.1 (1938) biposto leggero da turismo ed addestramento

#### Su licenza
- Caproni Ca.100

### Motori
- CNA C
  - C. II (bis) - 2 cilindri contrapposti raffreddato ad aria, cilindrata 1,4 L, potenza 38 hp, peso a secco 20,6 kg[3]
  - C. VI LR.C.43 - 6 cilindri in linea, cilindrata 4,2 L, potenza 150 hp, peso a secco 407 kg[3]
- CNA D4 - 4 cilindri raffreddato ad aria